# Plutodes discigera
Plutodes discigera är en fjärilsart som beskrevs av Butler 1880. Plutodes discigera ingår i släktet Plutodes och familjen mätare. Inga underarter finns listade i Catalogue of Life.